# Dorpsstraat (Woensdrecht)
De Dorpsstraat is een straat in Woensdrecht in de provincie Noord-Brabant in Nederland. De straat loopt van de Nieuweweg in Hoogerheide tot de Langeweg in Woensdrecht. Ter hoogte van de Nieuweweg en de Onderstal staan drie herinneringen aan de Tweede Wereldoorlog; een Mariakapel, het standbeeld Vrouw die een oorlogsslachtoffer zorgzaam opbeurt voor de tijdens de Slag om Woensdrecht gevallen troepen van de Canadese Royal Hamilton Light Infantry en een Amerikaanse Sherman-tank. Deze locatie wordt het Driehoekje genoemd.
De oost-west lopende straat is gelegen op de steilrand van de Brabantse Wal. Waar nu de Langeweg en de polder liggen, stroomde vroeger de Oosterschelde. De straat kent verschillende bebouwingen; rijtjeshuizen worden afgewisseld met losstaande woningen. Appartementencomplex 't Blickvelt staat tegenover het Col. Whitakerplein dat vernoemd is naar William Denis Whitaker, commandant van de Royal Hamilton Light Infantry. Onder zijn leiding vond tussen 16 en 24 oktober 1944 de Slag om Woensdrecht plaats. Aan de achterzijde van 't Blickvelt ligt een tuin die doordeweeks overdag vrij toegankelijk is. Het torentje van het in begin jaren 2000-2009 gesloopte Sint-Philomena Gesticht in Hoogerheide staat in deze tuin. De oneven huisnummers bevinden zich aan de zuidzijde van de straat, de gebouwen aan de noordzijde hebben even huisnummers.

## Wielrennen
De helling wordt afgedaald in de Ronde van Woensdrecht en in de recreatieve fietsroute Slag om de Schelde fietsroute.